# Огасон, Педро Луис (пианист)
Педро Луис Огасон (исп. Pedro Luis Ogazón; 7 марта 1873 — 29 апреля 1929) — мексиканский пианист.

## Биография
Сын и тёзка мексиканского государственного деятеля Педро Луиса Огасона (на момент рождения сына занимавшего должность судьи Верховного суда Мексики).
Учился в Мехико у Карлоса Менесеса, в 19-летнем возрасте дебютировал как солист с концертом Эдварда Грига. Затем совершенствовал своё мастерство в США под руководством Иосифа Гофмана, дал концерты в Нью-Йорке. В 1903 г. впервые в Мексике исполнил произведения Клода Дебюсси. В 1904 г. выступил с концертом в рамках Всемирной выставки в Сент-Луисе.
Наиболее известен как музыкальный педагог, оказавший определяющее влияние на формирование творческой личности Карлоса Чавеса, учившегося у него в 1915—1920 гг. Среди других учеников Огасона, например, Франсиско Ахеа.